# Joseph Bidez
Joseph Marie Auguste Bidez (né à Frameries, le 9 avril 1867 et mort à Oostakker, le 20 septembre 1945) est un philologue classique belge, professeur à l'université de Gand. Bidez est connu pour ses travaux relatifs à l'histoire de la pensée antique, à l'histoire ecclésiastique et à l'Antiquité tardive, notamment sur l'empereur Julien.

## Biographie

### Enfance
Joseph nait à Frameries, dans le Borinage, le 9 avril 1867. Il est le fils cadet d'un médecin, Auguste Bidez, qui meurt en 1872. Sa mère, Marie Dehout, déménage avec ses deux enfants à Châtelet l'année suivante. Joseph Bidez effectue des humanités gréco-latines au petit séminaire de Bonne-Espérance de 1878 à 1884, où il participe notamment aux travaux d'une « académie littéraire ». Il y entame en septembre 1884 des études de philosophie préparatoires au grand séminaire, mais sa mère disparait à son tour quelques mois plus tard. Bidez quitte alors Bonne-Espérance.

### Études
Joseph Bidez s'inscrit en 1885 à la Faculté de philosophie et lettres de l'université de Liège, où il obtient un diplôme de doctorat le 9 octobre 1888. Sans grand enthousiasme, il entreprend par la suite des études juridiques, tout en travaillant comme précepteur chez le baron de Selys Longchamps (1890-1893). Docteur en droit en février 1891, Bidez effectue son stage chez Me van Marcke.
Sur le conseil de Léon Parmentier, Joseph Bidez se rend en 1893 à Berlin, où il étudie les philosophes grecs sous la direction du philologue Hermann Diels. Il défend ensuite son travail intitulé La biographie d'Empédocle à l'université de Gand et y obtient le titre de docteur spécial en philologie classique le 13 novembre 1894.

### Carrière et vie à Gand
En 1895, Bidez est chargé d'enseignement à l'université de Gand. On lui attribue notamment les cours de traduction de textes grecs, d'explication d'auteurs et d'histoire de la littérature grecque. La même année, il effectue avec son ami Léon Parmentier un long voyage de plusieurs mois en Grèce. Il séjourne quelques semaines à Patmos pour y étudier les manuscrits de la bibliothèque du monastère.
Le 2 avril 1898, Joseph Bidez épouse Louise De Ridder, la fille du professeur d'économie politique Remi De Ridder (nl). Nommé professeur extraordinaire à l'université de Gand en 1902, Bidez devient professeur ordinaire en 1907, puis correspondant à l'Académie royale en 1913. En collaboration avec l'historien Henri Pirenne, il fonde en 1919 l'Union académique internationale, dont il est le président de 1931 à 1933. Il est aussi l'un des fondateurs de l'École des hautes études de Gand.
Bidez continue de dispenser des cours de philologie grecque et, à partir de 1920, d'histoire de la philosophie antique. Les revendications du mouvement flamand conduisent cependant à la néerlandisation progressive de l'alma mater gantoise. À partir de 1930, les cours sont donnés uniquement en néerlandais et non plus en français : Bidez, francophone, est contraint d'arrêter d'y enseigner. Il meurt à Oostakker, près de Gand, le 20 septembre 1945.

### Reconnaissance nationale et internationale
Correspondant à l'Académie royale de Belgique en 1913, il en devient le président en 1934. La même année, les autorités de Frameries attribuent son nom à une des rues de la commune non loin de sa maison natale.
Au moment de sa mort, Bidez est membre associé de l'Institut de France, membre d'honneur de la Society for the Promotion of Hellenic Studies (en), correspondant de la British Academy, des académies de Berlin, Copenhague et Göteborg. Durant sa carrière, il reçoit plusieurs fois le titre de docteur honoris causa, des universités d'Athènes, Bruxelles, Lille, Paris et Utrecht.

## Travaux
Trois ans après leur voyage à Patmos, Bidez et Parmentier publient en 1898 une édition de l'Histoire ecclésiastique d'Évagre le Scholastique. La même année, il fait paraitre, en collaboration avec Franz Cumont, des Recherches sur la tradition manuscrite de l'empereur Julien.
Dans le domaine de l'histoire de la pensée antique, Bidez rédige plusieurs travaux relatifs aux Oracles chaldaïques, à Bérose et à Michel Psellos. Sa Vie du philosophe néoplatonicien Porphyre de Tyr parait en 1913 et lui vaut le prix Zographos l'année suivante. En matière de philologie et d'histoire ecclésiastique, Bidez se concentre sur Paul de Thèbes, Jean Malalas, le Lexique de Suidas, Philostorge ou encore Sozomène. En 1919, il jette les bases d'un Catalogue des manuscrits alchimiques grecs, soutenu par l'Union académique internationale.
La suite de sa carrière se consacre plus particulièrement à l'influence de l'Orient sur la pensée grecque. En 1930 parait sa Vie de l'empereur Julien, qui est considérée comme son chef-d'œuvre. Quelques années plus tard, il publie avec Franz Cumont un ouvrage sur les Mages hellénisés, Zoroastre, Ostanès et Hystaspès dans la tradition grecque.

## Publications

### Travaux
- Joseph Bidez, La biographie d'Empédocle, Gand, Clemm/Van Goethem, coll. « Recueil de travaux publiés par la Faculté de philosophie et lettres de l'Université de Gand » (no 12), 1894, XII-176 p.
- Joseph Bidez et Franz Cumont, Recherches sur la tradition manuscrite des lettres de l'empereur Julien, t. LVII, Bruxelles, Hayez, coll. « Mémoires couronnés et autres mémoires publiés par l'Académie royale des sciences, des lettres et des beaux-arts de Belgique », 1898, 156 p.
- Joseph Bidez, Deux versions grecques inédites de la vie de Paul de Thèbes, Gand, Engelcke, coll. « Recueil de travaux publiés par la Faculté de philosophie et lettres de l'Université de Gand » (no 25), 1900, XLVIII-33 p.
- Joseph Bidez, « Bérose et la grande année », dans Mélanges Paul Fredericq : hommage de la Société pour le progrès des études philologiques et historiques, 10 juillet 1904, Bruxelles, Lamertin, 1904, p. 9-19.
- Joseph Bidez, La tradition manuscrite de Sozomène et la Tripartite de Théodore le Lecteur, Leipzig, Hinrichs, coll. « Texte und Untersuchungen zur Geschichte der altchristlichen Literatur » (no 32), 1908, IV-96 p.
- Joseph Bidez, « La tradition manuscrite du lexique de Suidas », dans Sitzungsberichte der Königlich Preussischen Akademie der Wissenschaften : Philosophisch-historische Klasse, t. 38, Berlin, Verlag der Königl. Akademie der Wissenschaften, 1912, p. 850-863.
- Joseph Bidez, Vie de Porphyre, le philosophe néo-platonicien : avec les fragments des traités Περὶ Ἀγαλμάτων et De regressu animae, Gand, Van Goethem, coll. « Recueil de travaux publiés par la Faculté de philosophie et lettres de l'Université de Gand » (no 43),‎ 1913, VII-166 p.
- Joseph Bidez, « Les premiers philosophes grecs : techniciens et expérimentateurs », Le Flambeau : revue belge des questions politiques et littéraires, Bruxelles, Lamertin, vol. 3, no 3,‎ 1921, p. 3-26.
- Joseph Bidez, Catalogue des manuscrits alchimiques grecs, t. VI : Michel Psellus : épître sur la Chrysopée, opuscules et extraits sur l'alchimie et la démonologie, Bruxelles, Lamertin, 1928, XIV-246 p.
- Joseph Bidez, La tradition manuscrite et les éditions des Discours de l'empereur Julien, Gand, Van Rysselberghe et Rombaut, coll. « Recueil de travaux publiés par la Faculté de philosophie et lettres de l'Université de Gand » (no 61), 1929, X-152 p.
- Joseph Bidez, La vie de l'empereur Julien, Paris, Les Belles Lettres, coll. « Études anciennes / Série grecque » (no 22), 2012 (1re éd. 1930), X-412 p. (ISBN 9782251326818)
- Joseph Bidez, « Les écoles chaldéennes sous Alexandre et les Séleucides », dans Volume offert à Jean Capart, Bruxelles, 1935, p. 42-89.
- Joseph Bidez, Anders Björn Drachmann, Armand Delatte et Albert Severyns, Emploi des signes critiques, disposition de l'apparat dans les éditions savantes de textes grecs et latins, Bruxelles, Palais des Académies, 1938, 50 p.
- Yves Béquignon, Joseph Bidez, Pierre Dermagne, Robert Flacelière, Pierre de la Coste-Messelière et Charles Picard, Études d'archéologie grecque, Gand, École des hautes études, coll. « Annales de l'École des hautes études de Gand » (no 2), 1938, 154 p.
- Joseph Bidez, « Le traité d'astrologie cité par saint Basile dans son Hexaeméron », L'Antiquité classique, Bruxelles, vol. 7, no 1,‎ 1938, p. 19-21 (lire en ligne).
- Joseph Bidez et Franz Cumont, Les mages hellénisés : Zoroastre, Ostanès et Hystaspe d'après la tradition grecque, Paris, Les Belles Lettres, coll. « Études anciennes / Série grecque » (no 134), 2007 (1re éd. 1938), 412 p. (ISBN 9782251443317)
- Joseph Bidez, Un singulier naufrage littéraire dans l'antiquité : à la recherche des épaves de l'Aristote perdu, Bruxelles, Office de publicité, coll. « Lebègue » (no 36), 1943, 70 p.
- Joseph Bidez et Georges Leboucq, « Une anatomie antique du cœur humain : Philistion de Locres et le « Timée » de Platon », Revue des études grecques, vol. 57, nos 269-273,‎ 1944, p. 7-40 (lire en ligne).
- Joseph Bidez, Éos ou Platon et l'Orient, Bruxelles, Hayez, coll. « Gifford Lectures », 1945, XIII-190-51

### Éditions et traductions de textes

#### Texte établi par Joseph Bidez
- (fr + grc) Philostorge (trad. du grec ancien), Histoire ecclésiastique, Paris, Éditions du Cerf, coll. « Sources chrétiennes » (no 564), décembre 2013, 640 p. (ISBN 978-2-204-10189-9)
- (fr + grc) Sozomène, Histoire ecclésiastique : livres I-II, Paris, Éditions du Cerf, coll. « Sources chrétiennes » (no 306), janvier 1983 (réimpr. 2013), 390 p. (ISBN 9782204021357)
- (fr + grc) Sozomène, Histoire ecclésiastique : livres III-IV, Paris, Éditions du Cerf, coll. « Sources chrétiennes » (no 418), novembre 1996, 418 p. (ISBN 9782204056175)
- (fr + grc) Sozomène, Histoire ecclésiastique : livres V-VI, Paris, Éditions du Cerf, coll. « Sources chrétiennes » (no 495), décembre 2005, 504 p. (ISBN 9782204079181)
- (fr + grc) Sozomène (trad. du grec ancien), Histoire ecclésiastique : livres VII-IX, Paris, Éditions du Cerf, coll. « Sources chrétiennes » (no 516), avril 2008, 496 p. (ISBN 9782204085816)

#### Texte établi par Joseph Bidez et Léon Parmentier
- (fr + grc) Évagre le Scholastique (trad. du grec ancien), Histoire ecclésiastique : livres I-III, Paris, Éditions du Cerf, coll. « Sources chrétiennes » (no 542), octobre 2011, 592 p. (ISBN 9782204097017)
- (fr + grc) Évagre le Scholastique (trad. du grec ancien), Histoire ecclésiastique : livres IV-VI, Paris, Éditions du Cerf, coll. « Sources chrétiennes » (no 566), juin 2014, 424 p. (ISBN 9782204097017)

#### Texte établi et traduit par Joseph Bidez
- (fr + grc) Julien (L'Empereur), Œuvres complètes, t. 1 : 1re partie. Discours de Julien César (I-V). Texte établi et traduit par Joseph Bidez, Paris, Les Belles Lettres, coll. « Collection des Universités de France / Série grecque » (no 71), janvier 2003 (1re éd. 1932), XXVIII-431 p. (ISBN 978-2-251-00183-8)
- (fr + grc) Julien (L'Empereur), Œuvres complètes, t. 1 : 2e partie. Lettres et fragments. Texte établi et traduit par Joseph Bidez, Paris, Les Belles Lettres, coll. « Collection des Universités de France / Série grecque » (no 22), janvier 2003 (1re éd. 1924), XXIV-445 p. (ISBN 978-2-251-00184-5)
- (fr + grc) Julien (L'Empereur) (trad. du grec ancien), Lettres : texte établi et traduit par Joseph Bidez. Introduction et notes par Pierre-Emmanuel Dauzat, Paris, Les Belles Lettres, coll. « Classiques en poche » (no 87), octobre 2008, 250 p. (ISBN 9782251799988)